# ابن الفخار الأنصاري
أبو عبد الله محمد بن إبراهيم بن خلف المالَقي الأنصاري (5 نوفمبر 1117 - 6 أغسطس 1194) (9 رجب 511 - 17 شعبان 590) عالم مسلم أندلسي من أهل القرن الثاني عشر الميلادي/ السادس الهجري. من أهل مالقة، كان فقيهًا مالكيًا وحافظًا للحديث والفقه مع معرفته بالشروط كان يحفظ صحيح مسلم وسنن أبي داود. سمع من ابن العربي ولازمه واختص به. اشتغل بالتدريس، وكان كثيرًا ما يملي في مجالسه من حفظه. طلبه أبو يوسف المنصور إلى مراكش سنة 1184 حتى توفي بها عن 76 عامًا. 

## سيرته
ولد يوم 9 رجب 511/ 5 نوفمبر 1117 في مالقة في أيام  ممالك الطوائف. كان في أول أمره يعقد الوثائق فيها.
حدّث عن أبي مروان بن محمد، وأبي محمد عبد الغفور، أبي عبد الله بن معمر، وأبي مروان بن مرة، وأبي بكر بن العربي، وأبي عبد الله القرشي المرواني، وأبي محمد بن فائز، وغيرهم. وحدّث عنه شيوخ كثير. 
كان كثيرًا ما يملي في مجالسه من حفظه الحكايات الأدبية والأمثال العربية والأشعار. كان حافظًا للحديث وأسماء الرجال، وفقيهًا بارزاً. وكان إماما معروفا بسرد المتون والأسانيد عارفا بالرجال واللغة. و كان له حكايات مع المحدّثين. 
استدعاه أبو يوسف المنصور إلى مراكش سنة 580 هـ/ 1184م. توفي بها يوم 17 شعبان 590/ 6 أغسطس 1194.